# Fontanafredda
Die Gemeinde Fontanafredda (furlanisch Fontanefrede)  liegt im Nordosten Italiens in der Region Friaul-Julisch Venetien. Sie liegt westlich von Pordenone und hat 12.900 Einwohner (Stand 31. Dezember 2023) auf einer Fläche von 46,3 km². Fontanafredda befindet sich etwa acht Kilometer von der Pordenone entfernt. Der Sitz der Gemeinde befindet sich im Ortsteil Vigonovo.
Die Gemeinde umfasst neben dem Hauptort Fontanafredda elf weitere Ortschaften und Weiler (Frazioni): Camolli-Casut, Ceolini, Forcate, Nave, Pieve, Ranzano, Romano, Ronche, Talmasson, Vigonovo und Villadolt. Die Nachbargemeinden sind Aviano, Brugnera, Budoia, Caneva, Polcenigo, Porcia, Roveredo in Piano und  Sacile.